# سرفل مترنح
سرفل مترنح أو سرفيل مترنح (الاسم العلمي:Chaerophyllum temulum) هو نوع من النباتات يتبع جنس السرفل من الفصيلة الخيمية.